# Bart Veldkamp
Bart Veldkamp (L'Aia, 22 novembre 1967) è un ex pattinatore di velocità su ghiaccio olandese naturalizzato belga.

## Palmarès

### Olimpiadi
- Oro a Albertville 1992 nei 10000 metri (con i Paesi Bassi).
- Bronzo a Lillehammer 1994 nei 10000 metri (con i Paesi Bassi).
- Bronzo a Nagano 1998 nei 5000 metri (con il Belgio).

### Mondiali - Completi
- Bronzo a Innsbruck 1990 (con i Paesi Bassi).
- Bronzo a Heerenveen 1991 (con i Paesi Bassi).
- Bronzo a Budapest 2001 (con il Belgio).

### Mondiali - Distanza singola
- Argento a Hamar 1996 nei 10000 metri (con il Belgio).
- Argento a Heerenveen 1999 nei 5000 metri (con il Belgio).
- Bronzo a Calgary 1998 nei 5000 metri (con il Belgio).

### Europei
- Oro a Heerenveen 1990 (con i Paesi Bassi).
- Argento a Baselga di Pinè 2001 (con il Belgio).
- Bronzo a Sarajevo 1991 (con i Paesi Bassi).